# Schweizer Illustrierte

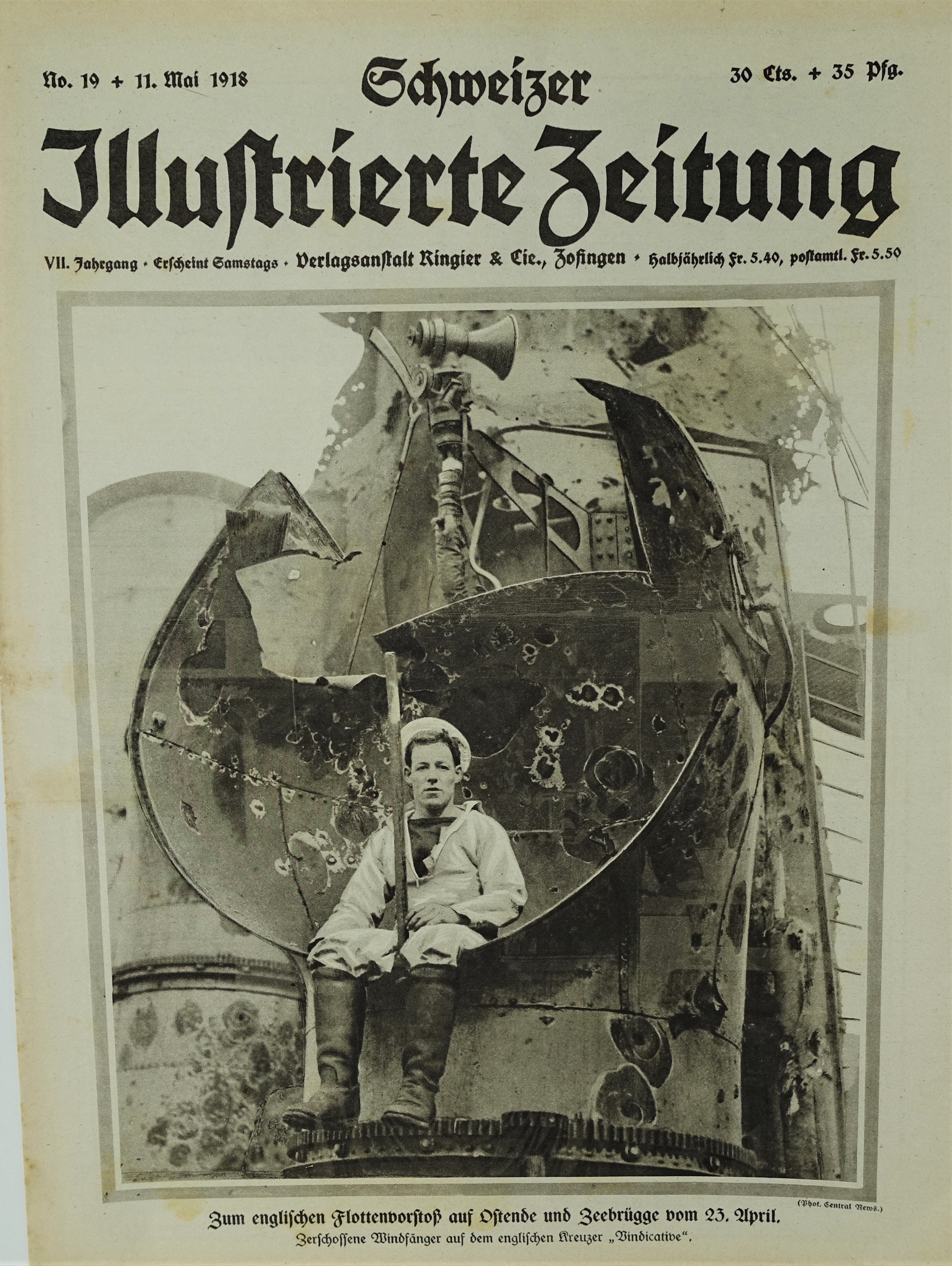
Titelblatt einer Ausgabe der Schweizer Illustrierten Zeitung von 1918, in der Sammlung des Jüdischen Museums der Schweiz

Die Schweizer Illustrierte ist eine wöchentlich erscheinende illustrierte Publikumszeitschrift des Schweizer Medienunternehmens Ringier. Die Zeitschrift hat eine WEMF-beglaubigte Auflage von 81'814 (Vj. 89'816) verkauften bzw. 85'345 (Vj. 97'310) verbreiteten Exemplaren und ist mit einer Reichweite von 324'000 Lesern die meistgelesene Boulevardzeitung der Schweiz.

## Geschichte
Die Schweizer Illustrierte wurde 1911 unter dem Namen Schweizer Illustrierte Zeitung (SI) gegründet. Seit der Ausgabe Nr. 37 vom 6. September 1965 heisst sie nur noch Schweizer Illustrierte. Im Jahr 1972 wurden die Schweizer Illustrierte mit der 1929 ebenfalls von Ringier gegründeten Zeitschrift Sie und Er zusammengelegt. Bis mindestens 1976 lautete der Titelblock der Zeitschrift Schweizer Illustrierte / sie + er.
Der Wandel vom kränkelnden, defizitären Wochenblatt zum erfolgreichen People-Magazin erfolgte in den 1990er-Jahren unter dem damaligen Redaktionsleiter Peter Rothenbühler.
Im Februar 1991 brachte die Schweizer Illustrierte eine vielbeachtete Reportage mit einem Spendenaufruf für den Zürcher Kinderarzt Beat Richner, der ein Kinderspital im kriegszerstörten, armen Kambodscha wieder aufbauen wollte. Während über 30 Jahren werden die Kantha-Bopha-Spitäler mit jährlichen Reportagen und Spendenaufrufen unterstützt, dank denen  fünf Spitäler errichtet wurden und betrieben werden können.
Seit 1921 wird mit L’illustré das Pendant für die Romandie produziert.